# Castiglione a Casauria
Castiglione a Casauria är en kommun i provinsen Pescara, i regionen Abruzzo i Italien. Kommunen hade 773 invånare (2018). och gränsar till kommunerna Pescosansonesco, Tocco da Casauria, Pietranico, Torre de' Passeri, Bolognano, Bussi sul Tirino. I kommunen ligger Abbazia di San Clemente a Casauria, och under den ligger ruinerna efter marrucinernas stad Iterpromium.